# Ålested
Aalested eller -sti i Øland Sogn, Jammerbugt Kommune er en vej, der går ud til Knudegård, som oprindeligt havde vejret over Vesterby kær til byen.
Muligvis blev den oprindeligt benyttet som adgangsvej til Limfjorden med Ø Nonneklosters fiskepladser.
|  | Denne artikel om lokaliteten Ålested kan blive bedre, hvis der indsættes et (bedre) billede. Du kan hjælpe ved at afsøge Wikimedia Commons for et passende billede eller lægge et op på Wikimedia Commons med en af de tilladte licenser og indsætte det i artiklen. |

57°03′8″N 09°34′43″Ø / 57.05222°N 9.57861°Ø